# 多蓬縣
多蓬縣是唐代黔州都督府撫水州所屬的一個羈縻縣，州西北三十里。其轄地在今廣西省一帶地方，是唐代招撫當地土著所設置的州縣，由其頭人任縣官。